# قائمة العائلات الفلسطينية التي تعرضت لمجازر خلال الحرب الإسرائيلية الفلسطينية 2023–24
تسردُ هذه المقالة قائمة بالعائلات الفلسطينيّة التي تعرضت لمجازر على يدِ الطيران الحربي الإسرائيلي خلال الحرب الإسرائيلية الفلسطينية 2023–24.
أغارَ الطيرانُ الإسرائيلي على القطاع بشكل يومي منذ السابع من أكتوبر/تشرين الأول تاريخ بدء عملية طوفان الأقصى مستهدفًا آلاف المنازل والشُقق السكنيّة ما أوقع آلاف القتلى في صفوفِ المدنيين بل إنّ أغلب المدنيين كانوا من النساء والأطفال كما تُشير إحصائيات وزارة صحّة غزة خاصّة وأن أكثر من نصف سكان القطاع البالغ عددهم مليونين ونصف المليون تقريبًا هم من الشباب والأطفال.
المقالة مقسّمة على شكل فقراتٍ بحسب الأشهر، ومرتبة في جدولٍ يحتوي تاريخ المجزرة، ثم اسم العائلة فأسماء أفرادها ومعلومات إضافيّة عن مكان المجزرة وتاريخها حسبَ ما توفّر في المصادر.

## سبتمبر 2024
| محتويات |
| ------- |
|         |

| محتويات |
| ------- |
|         |

| محتويات |
| ------- |
|         |

| محتويات |
| ------- |
|         |

| محتويات |
| ------- |
|         |

| محتويات |
| ------- |
|         |

| محتويات |
| ------- |
|         |

| محتويات |
| ------- |
|         |

| محتويات |
| ------- |
|         |

| محتويات |
| ------- |
|         |